# 狄雲
狄雲（てき うん、簡体字: 狄云、拼音: dí yún）は、金庸の武俠小説『連城訣』の主人公。金庸作品全体の中でももっとも不幸な人物とされており、冤罪で約5年の獄中生活を強いられ、恋人も奪われてしまう。
なお、金庸によれば、狄雲は作者が幼い頃に家で雇っていた使用人をモデルにしているとのこと。この使用人も狄雲と同じく、無実の罪をでっちあげられ、官僚だった金庸の祖父に助けられるまで牢獄での生活を強いられていたという。
さらに言えば、「無実の罪で牢獄に入れられるが、脱獄し復讐をする」という造形は、デュマの『モンテ・クリスト伯』の主人公、モンテ・クリスト伯爵ことエドモン・ダンテスとも性格面で似通ったものがある。

## 性格
農家の生まれで、初登場の時点で20歳ごろ。純朴な青年で、単純な性格をしていたため、恋人の戚芳からは空心菜の愛称で呼ばれていた。
しかし、相思相愛の恋人・戚芳との仲を嫉妬され、万圭らによって無実の罪を着せられ牢獄に入れられ、また戚芳も奪われてしまう。苦心の末脱獄を果たすが、善意で行ったことがことごとく裏目に出てしまう、という不運に襲われ、自暴自棄に陥ることも多かった。逆に、極悪人の血刀老祖からは「見所のある若者」と評価をされてしまっている。
また、獄中で知り合い、義兄弟の契りを交わした丁典は単純で、思慮の足りない狄雲に武芸とともに知識を授けている。そのため、丁典によって指摘されるまで、狄雲は入獄してから3年もの間、自分がハメられたことに気づいていなかった。また、狄雲は不幸の連続でくじけそうになるたび、いくたびか丁典とその恋人の願いを聞き届けるために困難を乗り越えている。

## 武功
幼い頃より、戚長発を親代わりとして剣法を習う。20歳ころの時点でそれなりの使い手には成長していたのだが、右手の指が全て切断され、さらに獄中に入れられたとき、両の肩甲骨を穿たれてしまう。武俠小説において肩甲骨を穿たれると言うことは、以後、腕に力が入らなくなるということを意味するため、武術家にとっては再起不能を意味する。
それでも、獄中で「心照経」を、雪に閉ざされた渓谷で「血刀経」などの絶技を習得。向かうところ敵なしの武術家に成長した。
「躺屍剣法」（とうしけんぽう）
「躺屍」とは、「相手をことごとく屍に変える」という意味。幼い頃から、師父の戚長発から指導される。しかし、この「躺屍剣法」は戚長発がオリジナルの「唐詩剣法」を改悪し、「唐詩」（tángshī）と発音の似た「躺屍」（tǎngshī）をあてたもの。もとの「唐詩剣法」は技の一つ一つが唐詩に対応しているが、「躺屍剣法」はそれが出鱈目になっており、威力自体もいくらか劣る。
かように戚長発が弟子にすら出鱈目な剣法を教えたのは、『連城訣』の鍵となる「唐詩剣法」の秘密を知るものを増やしたくなかったため。ただ、狄雲は師叔の言達平を通じ、いくつか「唐詩剣法」のオリジナルを習得している。ただし、ろくに文字を知らない狄雲が理解しやすいよう、技の名称は「去剣式」、「刺剣式」のように理解しやすいものに変えられている。
神照経（しんしょうけい）
狄雲が獄中で丁典から教わった武術。死んで間も無い人間であれば蘇生させるほどの内功を得ることができ、さらには肩甲骨に穴があけられ、武術家としては廃人同様の人間でもかなりの使い手になれるという。
もっとも、狄雲は丁典から修行を最後まで受けることができなかったが、あることがきっかけで、偶然にも取得に成功する。これによって、狄雲は達人をも凌ぐ内力を得ることになる。ただ、内力は獲得しても、具体的に相手を倒す技術は得ていなかったため、まだ強敵を打ち負かすほどの強さに至らなかった。
血刀経（けっとうきょう）
西蔵の血刀門の一派が使う武術。作中では「血刀門」は極悪人の集団であり、その血刀門の武芸も邪道なものである。内功の練り方にしても「神照経」とは逆になっている部分があり、逆立ちで行うものなどもある。
自身が肩甲骨を穿たれており、武術のできない体となっていることを告白した狄雲に対し、4代掌門の血刀老祖は「血刀門の武芸は、両手両足がなくても習得できる」との太鼓判を押している。事実、狄雲はこの血刀経の武芸を習得したあと、作中では誰にも負けない腕前に到達している。